# Guixers
Guixers település Spanyolországban, Lleida tartományban. Guixers La Coma i la Pedra, Sant Llorenç de Morunys, Gósol, Fígols, Montmajor, Castellar del Riu, Capolat, Navès és Odèn községekkel határos. Lakosainak száma 134 fő (2024).

## Népesség
A település népessége az utóbbi években az alábbiak szerint változott:
| Lakosok száma | 280  | 568  | 564  | 354  | 158  | 145  | 138  | 128  | 134  | 134  |
|               | 1717 | 1887 | 1936 | 1960 | 1986 | 2004 | 2009 | 2014 | 2019 | 2024 |